# Кизилсай (рудник)
Кизилсай (рудник) — колишнє гірничодобувне підприємство на півдні Казахстану, яке провадило розробку однойменного уранового родовища.
У 1957—1958 роках геологорозвідувальні роботи виявили Кизилсайський рудний вузол, який, зокрема, включав ділянки (родовища) Жамантас, Ближнє, Ділянка II, Ділянка IV, Ділянка VII та інші. Їх розробку організували через Західний рудник Киргизького гірничорудного комбінату, при цьому на промисловому майданчику Ділянки II містилася збагачувальна фабрика.
Для проживання працівників облаштували розташоване поруч з рудником селище Мирний.
Розробка родовищ Кизилсайської групи тривала понад чверть століття та була завершена в 1990 році.